# Юто (Алабама)
Ю́то (англ. Eutaw) — крупнейший город и административный центр округа Грин, штат Алабама. Население по переписи 2020 года — 2937 человек.

## География
Находится в 158 км к северо-западу от административного центра штата, города Монтгомери. По данным Бюро переписи США, общая площадь города равняется 31,11 км², из которых 30,91 км² составляет суша и 0,2 км² — водные объекты (0,64 %). В черте города расположен муниципальный аэропорт.

## История
Земли, где ныне расположен город, были заселены примерно в то же время, когда произошло образование округа Грин (1819). Первоначально Юто назывался Месопотамией. В 1838 году город стал административным центром округа и был переименован в Юто. Население складывалось в основном из плантаторов и торговцев. В первой половине XIX века город стал коммерческим центром хлопковой и судоходной промышленности, благодаря расположению неподалёку от реки Блэк-Уорриор. Во время американо-мексиканской войны Юто выделил роту добровольцев. В июне 1846 года дружина, имевшая название «Юто Рейнджерс» (англ. Eutaw Rangers) и возглавляемая будущим конгрессменом Сиденхэмом Муром, вышла из Мобила, впоследствии приняла участие в осаде Веракруса. В 1870 году город стал местом бунта, в ходе которого группа белых мужчин, относившихся к «Ку-клукс-клану», напала на чернокожих избирателей-республиканцев, убив по меньшей мере четверых.
Во время реконструкции и после неё экономика города переживала серьёзный спад; значительная часть рабочей силы занималась издольщиной. К середине XX века округ Грин стал одним из беднейших в Алабаме. Во время движения за гражданские права на местных предприятиях проходили забастовки афроамериканских рабочих.

## Население
| Год переписи                    | Нас. |  | %±     |
| ------------------------------- | ---- |  | ------ |
| 1850                            | 2000 |  | —      |
| 1880                            | 1101 |  | −44,9% |
| 1890                            | 1115 |  | 1,3%   |
| 1900                            | 884  |  | −20,7% |
| 1910                            | 1001 |  | 13,2%  |
| 1920                            | 1359 |  | 35,8%  |
| 1930                            | 1721 |  | 26,6%  |
| 1940                            | 1895 |  | 10,1%  |
| 1950                            | 2348 |  | 23,9%  |
| 1960                            | 2784 |  | 18,6%  |
| 1970                            | 2805 |  | 0,8%   |
| 1980                            | 2444 |  | −12,9% |
| 1990                            | 2281 |  | −6,7%  |
| 2000                            | 1878 |  | −17,7% |
| 2010                            | 2934 |  | 56,2%  |
| 2020                            | 2937 |  | 0,1%   |
| 1850–2020 U.S. Decennial Census |      |  |        |

По переписи населения 2020 года, в городе проживало 2937 жителей. Плотность населения — 95,02 чел. на один квадратный километр. Расовый состав населения: чёрные или афроамериканцы — 81,99 %, белые — 15,22 %, испаноязычные или латиноамериканцы — 0,92 % и представители других рас — 1,87 %.

## Экономика
По данным переписи 2020 года, средний годичный доход домохозяйства составляет 28 508 долларов, что на 6,82 % выше среднего уровня по округу и на 47,12 % ниже среднего по штату. Доля населения, находящегося за чертой бедности, — 31,2 %.

## Образование
Школы города являются частью системы образования округа Грин. В городе находятся одна начальная и две средние школы, частная школа и профессиональное училище.

## Культура и достопримечательности
В городе расположен дом Коулмана-Бэнкса, 1847 года постройки. Район Грин-Каунти-Кортхаус-сквер изобилует исторически значимыми сооружениями. Ежегодно в октябре Историческое общество округа Грин проводит «паломничество» в Юто, во время которого многие старинные дома, находящиеся в частной собственности, открывают свои двери для широкой публики. В доме Воган-Морроу расположен городской музей. Ежегодно в августе Юто принимает фестиваль Black Belt Roots Festival, на котором представлены живой блюз и госпел-музыка, поделки, одеяла ручной работы.